# Because You Loved Me
Because You Loved Me è una canzone della cantante canadese Céline Dion registrata per il suo quarto album in studio in lingua inglese, Falling into You (1996) e pubblicata il 9 febbraio 1996 come primo singolo in Nord America, Sud America e in Asia. Il brano fu pubblicato come secondo singolo promozionale in Australia il 29 aprile 1996, nel Regno Unito e in Europa il 30 luglio successivo. Because You Loved Me è stata scritta da Diane Warren e prodotto da David Foster ed è stata utilizzata come tema del film del 1996, Qualcosa di personale con Robert Redford e Michelle Pfeiffer.
Because You Loved Me è stata acclamata dalla critica e diventata un successo mondiale, raggiungendo il primo posto negli Stati Uniti, in Canada e in Australia e la top 10 in molti altri paesi. Solo negli Stati Uniti il singolo ha venduto oltre due milioni di copie. Because You Loved Me vinse il Grammy Award per la miglior canzone scritta per un film o televisione, ed è stata candidata anche nelle categorie Registrazione dell'Anno, Canzone dell'Anno e Miglior Interpretazione Pop Vocale Femminile. Il brano è stato anche candidato per la Miglior canzone originale sia agli Academy Award sia ai Golden Globes nel 1997.

## Composizione, contenuti e pubblicazioni
Because You Loved Me è stata scritta da Diane Warren e prodotta da David Foster. Entrambi avevano già lavorato con la Dion nei suoi precedenti album in lingua inglese. La canzone è una ballata pop downtempo, e i suoi testi ruotano intorno alla protagonista che ringrazia la persona amata per averla guidata, incoraggiata e protetta durante tutta la sua vita e averla resa come è oggi. La Warren dichiarò che la canzone è stata un tributo a suo padre.
Because You Loved Me è stata la colonna sonora del film uscito nel 1996, Qualcosa di personale con protagonisti Robert Redford e Michelle Pfeiffer.
Because You Loved Me è stata rilasciata come primo singolo promozionale di Falling into You in Nord America, Sud America e in Asia nel febbraio 1996. Più tardi fu pubblicata come secondo singolo in Australia (aprile 1996) e in Europa (maggio 1996) dopo Falling into You.
La canzone è scritta in tonalità Re bemolle maggiore con un tempo lento di 60 battiti al minuto. Nella canzone la voce di Céline Dion va dal La bemolle al Mi bemolle. Il coro finale è fissato in Mi bemolle maggiore.

## Videoclip musicale
Il videoclip musicale realizzato per la promozione del singolo mostra scene in cui la Dion interpreta il brano, intervallate da alcune clip del film Qualcosa di personale. Il videoclip è stato diretto da Kevin Bray nel gennaio 1996 e pubblicato nel marzo 1996.
Al culmine della popolarità della canzone, Because You Loved Me è stata suonata durante la partita primaverile della squadra di football dei Nebraska Cornhuskers tenutasi il 20 aprile 1996 per un video tributo al quarterback Brook Berringer, morto due giorni prima in un incidente aereo.

## Recensioni da parte della critica
Because You Loved Me ha ricevuto recensioni positive da parte dei critici musicali. Larry Flick di Billboard scrisse che la canzone "è piena di grandi storie d'amore, di una produzione più lunga di una vita e di un cli-maxche meglio descritto come il musical equivalente ai fuochi d'artificio del 4 luglio." Stephen Holden del The New York Times nella sua recensione di Falling into You elogiò Because You Loved Me definendolo il "Wind Beneath My Wings di quest'anno." Nella recensione dell'album redatta dall'editore principale di AllMusic, Stephen Thomas Erlewine, è scritto:"La Dion brilla su ballate come Because You Loved Me". Dave Sholin del Gavin Report scrisse:"Che ne pensi di questa audace predizione: sarà uno dei primi successi del 1996! Un atteso blitz dei media di Céline Dion questa primavera porterà sicuramente lei e questo progetto nella prossima galassia."

## Successo commerciale
Negli Stati Uniti, Because You Loved Me è stato il secondo singolo di Céline Dion a salire alla numero uno della Billboard Hot 100, dopo The Power of Love nel 1994. Il brano superò la classifica e vi rimase per sei settimane consecutive, facendo terminare il regno di One Sweet Day di Mariah Carey e Boyz II Men, rimasto in prima posizione per sedici settimane. Because You Loved Me salì anche in cima alla Hot Adult Contemporary Tracks, rimanendovi diciannove settimane e stabilendo il record per essere rimasta così tante settimane in classifica. Negli anni seguenti, solo cinque canzoni trascorreranno più tempo al top, incluso A New Day Has Come della stessa Dion nel 2002 (ventuno settimane). Because You Loved Me raggiunse la prima posizione in altre classifiche statunitensi, tra cui la Hot 100 Airplay (quattordici settimane), la Adult Top 40 (dodici settimane), la Hot Singles Sales (sei settimane) e la Mainstream Top 40 (cinque settimane). Il 17 aprile 1996, il singolo viene certificato dalla RIAA disco di platino per aver venduto un milione di copie negli Stati Uniti. Nell'aprile 2012, Because You Loved Me ha venduto 1.343.000 copie fisiche e 704.000 unità digitali, per un totale di 2.047.000 copie. Secondo Billboard, Because You Loved Me è la più grande hit della classifica Billboard Hot 100 della Dion, seguita da It's All Coming Back to Me Now, anch'essa tratta da Falling into You.
In Canada, il singolo superò la classifica dei singoli stilata dalla rivista The Record per una settimana nel maggio 1996 e poi trascorse dieci settimane alla numero uno della RPM Adult Contemporary Tracks. Because You Loved Me divenne la canzone numero uno della classifica annuale del 1996 della RPM Adult Contemporary. La canzone ebbe successo anche in Australia e in Europa. Il singolo raggiunse la prima posizione della classifica australiana, rimanendovi per tre settimane e raggiunse la numero due in Irlanda, la numero tre in Nuova Zelanda e Svizzera, la numero quattro nei Paesi Bassi, la numero cinque in Belgio e Regno Unito e la numero sei in Ungheria.
Il singolo fu certificato doppio disco di platino in Australia, disco di platino nel Regno Unito e disco d'oro in Germania. Come uno dei più grandi successi di Céline Dion, Because You Loved Me è stato incluso nelle sue due più grandi raccolte: All the Way... A Decade of Song (1999) e My Love: Essential Collection (2008).

## Premi e riconoscimenti
Alla 39ª edizione dei Grammy Award, Because You Loved Me fu candidato per Registrazione dell'Anno, Canzone dell'Anno, Miglior Interpretazione Pop Vocale Femminile e Miglior Canzone Scritta per un Film, Serie Televisiva o altri media, vincendo in quest'ultima categoria. Ai Juno Awards del 1997, Because You Loved Me fu candidata nella categoria Singolo dell'Anno. Il brano fu candidato anche ai Billboard Music Awards nel 1996 in quattro categorie: Hot 100 Singles, Hot 100 Singles Airplay, Hot Adult Contemporary Singles & Tracks e Hot Adult Top 40 Singles & Tracks. Inoltre fu candidato alla 69ª edizione degli Academy Award per la categoria Migliore canzone originale, alla 54ª edizione dei Golden Globes per la Migliore canzone originale e ai Blockbuster Entertainment Award per la Canzone Favorita di un Film.

## Interpretazioni dal vivo
Durante la promozione di Falling into You, tra il 1996 e il 1997 Céline interpretò Because You Loved Me in vari programmi televisivi negli Stati Uniti come Live Regis & Kathie Lee, The Tonight Show with Jay Leno  o The Oprah Winfrey Show. Cantò anche ai Blockbuster Entertainment Awards e ai World Music Awards nel 1996, e in particolare alla cerimonia di premiazione della 69ª edizione degli Academy Award nel marzo 1997. Il 6 dicembre 1997 Céline cantò Because You Loved Me davanti alla famiglia reale del Regno Unito durante la serata di gala annuale per la raccolta fondi per la Royal Variety Charity del Royal Variety Performance svoltasi al Victoria Palace Theatre di Londra.
Because You Loved Me è diventata una hit mondiale e una delle canzoni simbolo della carriera di Céline Dion tanto da essere interpretata in ogni sua tournée. Il brano fece parte della scaletta del Falling Into You Around the World, del Let's Talk About Love World Tour , del Taking Chances World Tour e di tanti altri tour. Because You Loved Me è stata anche eseguita durante i due residency-show di Las Vegas: A New Day... e Céline. Le esibizioni dal vivo di Because You Loved Me sono state incluse in molti album e video live come: Live in Memphis (1998), All the Way... A Decade of Song & Video (2001), A New Day... Live in Las Vegas (2004), Live in Las Vegas: A New Day... (2007) e Taking Chances World Tour: The Concert (2010). La Dion cantò Because You Loved Me anche durante i tour tenutisi tra il 2016 e il 2018. La canzone è inclusa anche nella scaletta anglofona del Courage World Tour, iniziato il 18 settembre 2019 a Québec per promuovere il nuovo album Courage che uscirà il 15 novembre 2019.

## Formati e tracce
CD Singolo (Australia) (550 Music: 662966 2)
1. Because You Loved Me (Theme From "Up Close & Personal") – 4:33 (Diane Warren)
2. I Don't Know – 4:38 (testo: Phil Galdston – musica: Jean-Jacques Goldman, J. Kapler)
3. Pour que tu m'aimes encore – 4:15 (Goldman)
4. Le ballet – 4:26 (Goldman)

CD Singolo (Australia) (550 Music: 662966 9)
1. Because You Loved Me (Theme From "Up Close & Personal") – 4:33 (Warren)
2. I Don't Know – 4:38 (testo: Galdston – musica: Goldman, Kapler)
3. Pour que tu m'aimes encore – 4:15 (Goldman)
4. Le ballet – 4:26 (Goldman)
5. The Power of the Dream (As performed at the Atlanta Olympics) – 4:32 (David Foster, Babyface, Linda Thompson)

CD Singolo Promo (Europa; Regno Unito) (Columbia: SAMPCD 3394; Epic: XPCD 2040)
1. Because You Loved Me (Theme From "Up Close & Personal") – 4:36 (Warren)

CD Singolo (Europa; Spagna) (Columbia: COL 663219 1; CBS/Sony: 663219 1)
1. Because You Loved Me (Theme From "Up Close & Personal") – 4:33 (Warren)
2. If You Asked Me To – 5:55 (Warren)

CD Maxi Singolo (Europa; Regno Unito) (Columbia: COL 663219 2; Epic: 663238 2)
1. Because You Loved Me (Theme From "Up Close & Personal") – 4:33 (Warren)
2. Nothing Broken but My Heart – 5:55 (Warren)
3. Next Plane Out – 4:57 (Warren)
4. If You Asked Me To – 3:55 (Warren)

CD Maxi Singolo (Europa; Regno Unito) (Columbia: COL 663219 5; Epic: 663238 5)
1. Because You Loved Me (Theme From "Up Close & Personal") – 4:32 (Warren)
2. To Love You More (feat. Kryzler & Kompany) – 5:29 (David Foster, Junior Miles)
3. All by Myself (Spanish Version) – 5:12 (Eric Carmen, Sergei Rachmaninoff)
4. Think Twice – 4:43 (Andy Hill, Pete Sinfield)

CD Maxi Singolo (Europa) (Columbia: COL 663219 9)
1. Because You Loved Me (Theme From "Up Close & Personal") – 4:33 (Warren)
2. The Power of the Dream – 4:30 (Foster, Babyface, Thompson)
3. Think Twice – 4:47 (Hill, Sinfield)
4. Le fils de Superman – 4:32 (Luc Plamondon, Germain Gauthier)

CD Singolo Promo (Filippine) (Epic)
1. Because You Loved Me – 4:36 (Warren)
2. To Love You More (From the album Falling into You) – 5:30 (Foster, Miles)

CD Mini Singolo (Giappone) (Epic/Sony Records: ESDA 7165)
1. Because You Loved Me (Theme From "Up Close & Personal") – 4:34 (Warren)
2. I Don't Know – 4:39 (testo: Galdston – musica: Goldman, Kapler)

CD Singolo (Singapore) (Columbia: 662966.9)
1. Because You Loved Me (Theme From "Up Close & Personal") – 4:33 (Warren)
2. I Don't Know – 4:38 (testo: Galdston – musica: Goldman, Kapler)
3. Pour que tu m'aimes encore – 4:14 (Goldman)
4. Le ballet – 4:23 (Goldman)
5. The Power of the Dream – 4:31 (Foster, Babyface, Thompson)

CD Singolo (Stati Uniti) (550 Music: 36K 78237)
1. Because You Loved Me (Theme From "Up Close & Personal") – 4:36 (Warren)
2. I Don't Know – 4:39 (testo: Galdston – musica: Kapler,Goldman)

CD Maxi Singolo (Sudafrica) (Columbia: CDSIN 106 I)
1. Because You Loved Me (Theme From "Up Close & Personal") – 4:33 (Warren)
2. Nothing Broken but My Heart – 5:55 (Warren)
3. Next Plane Out – 4:57 (Warren)
4. If You Asked Me To – 3:55 (Warren)

CD Singolo Promo (Thailandia) (Sony Music: SAMP 035)
1. Because You Loved Me (Theme From "Up Close & Personal") – 4:36 (Warren)
2. All by Myself – 5:11 (Carmen, Rachmaninoff)

LP Singolo 7" (Giamaica; Stati Uniti) (Epic Associated: 36-78327; 550 Music: 36 78237)
1. Because You Loved Me (Theme From "Up Close & Personal") – 4:33 (Warren)
2. I Don't Know – 4:38 (testo: Galdston – musica: Kapler,Goldman)

LP Singolo 7" (Paesi Bassi) (Columbia: 663219 7)
1. Because You Loved Me (Theme From "Up Close & Personal") – 4:33 (Warren)
2. If You Asked Me To – 3:55 (Warren)

LP Singolo 7" (Regno Unito) (Epic: 663238 7)
1. Because You Loved Me – 4:36 (Warren)
2. To Love You More (feat. Kryzler & Kompany) – 5:29 (Foster, Miles)

LP Singolo 12" (Francia) (Columbia: COL 663219 6)
1. Because You Loved Me (Theme From "Up Close & Personal") – 4:33 (Warren)
2. Nothing Broken but My Heart – 5:55 (Warren)
3. Next Plane Out – 4:57 (Warren)
4. If You Asked Me To – 3:55 (Warren)

MC Singolo (Australia) (550 Music: 662966 5)
1. Because You Loved Me (Theme From "Up Close & Personal") – 4:33 (Warren)
2. I Don't Know – 4:38 (testo: Galdston – musica: Goldman, Kapler)
3. Pour que tu m'aimes encore – 4:15 (Goldman)
4. Le ballet – 4:26 (Goldman)
5. The Power of the Dream (As performed at the Atlanta Olympics) – 4:32 (Foster, Babyface, Thompson)

MC Singolo (Australia) (550 Music: 662966 8)
1. Because You Loved Me (Theme From "Up Close & Personal") – 4:33 (Warren)
2. I Don't Know – 4:38 (testo: Galdston – musica: Goldman, Kapler)
3. Pour que tu m'aimes encore – 4:15 (Goldman)
4. Le ballet – 4:26 (Goldman)

MC Singolo (Indonesia; Malesia) (Columbia: C-9620896; Columbia: 662966 5)
1. Because You Loved Me (Theme From "Up Close & Personal") – 4:33 (Warren)
2. I Don't Know – 4:38 (testo: Galdston – musica: Goldman, Kapler)
3. Pour que tu m'aimes encore – 4:14 (Goldman)
4. Le ballet – 4:23 (Goldman)
5. The Power of the Dream – 4:31 (Foster, Babyface, Thompson)

MC Singolo (Regno Unito) (Epic: 663238 4)
1. Because You Loved Me – 4:32 (Warren)
2. To Love You More (feat. Kryzler & Kompany) – 5:29 (Foster, Miles)

MC Singolo (Stati Uniti) (550 Music: 36T 78237)
1. Because You Loved Me (Theme From "Up Close & Personal") – 4:33 (Warren)
2. I Don't Know – 4:38 (testo: Galdston – musica: Kapler,Goldman)

## Classifiche

### Classifiche settimanali
| Classifica (1996)                                      | Posizione massima raggiunta |
| ------------------------------------------------------ | --------------------------- |
| Australia (ARIA)                                       | 1                           |
| Austria (Ö3 Austria Top 40)                            | 18                          |
| Belgio Fiandre (Ultratop 50)                           | 5                           |
| Belgio Vallonia (Ultratop 50)                          | 12                          |
| Canada (RPM 100 Hit Tracks)                            | 2                           |
| Canada (RPM Adult Contemporary Tracks)                 | 1                           |
| Europa (Eurochart Hot 100 Singles)                     | 6                           |
| Francia (SNEP)                                         | 19                          |
| Germania (Media Control Charts)                        | 13                          |
| Irlanda (IRMA)                                         | 2                           |
| Islanda (Íslenski Listinn Topp 40)                     | 4                           |
| Nuova Zelanda (The Official NZ Music Charts)           | 3                           |
| Paesi Bassi (Dutch Top 40)                             | 4                           |
| Paesi Bassi (Single Top 100)                           | 4                           |
| Regno Unito (Official Singles Chart Top 100)           | 5                           |
| Scozia (Official Scottish Singles Sales Chart Top 100) | 4                           |
| Stati Uniti (Billboard Adult Top 40)                   | 1                           |
| Stati Uniti (Billboard Hot 100)                        | 1                           |
| Stati Uniti (Billboard Hot 100 Airplay)                | 1                           |
| Stati Uniti (Billboard Hot Adult Contemporary Tracks)  | 1                           |
| Stati Uniti (Billboard Hot R&B/Hip-Hop Songs)          | 41                          |
| Stati Uniti (R&B/Hip-Hop Streaming Songs)              | 79                          |
| Stati Uniti (Billboard Rhythmic Top 40)                | 4                           |
| Stati Uniti (Billboard Top 40 Mainstream)              | 1                           |
| Svezia (Sverigetopplistan)                             | 24                          |
| Svizzera (Schweizer Hitparade)                         | 3                           |
| Ungheria (Mahasz)                                      | 6                           |

### Classifiche di fine anno
| Classifica (1996)                                                | Posizione |
| ---------------------------------------------------------------- | --------- |
| Australia (ARIA)                                                 | 3         |
| Belgio Fiandre (Ultratop Singles jaaroverzichten 1996)           | 21        |
| Belgio Vallonia (Ultratop Singles rapports annuels 1996)         | 64        |
| Canada (RPM Year End - Top 100 Hit Tracks)                       | 5         |
| Canada (RPM Year End - Top 100 Adult Contemporary Tracks)        | 1         |
| Francia (SNEP, Classement Singles - année 1996)                  | 64        |
| Germania (Top 100 Sinlge-Jahrescharts)                           | 31        |
| Nuova Zelanda (Recorded Music NZ)                                | 10        |
| Paesi Bassi (Dutch Charts Jaaroverzichten - Single 1996)         | 35        |
| Paesi Bassi (Single Top 100 Van 1996)                            | 16        |
| Regno Unito (Official Singles Charts - 1996)                     | 27        |
| Stati Uniti (Billboard Hot 100 Singles)                          | 3         |
| Stati Uniti (Billboard Hot 100 Singles Airplay)                  | 2         |
| Stati Uniti (Billboard Hot 100 Singles Sales)                    | 9         |
| Stati Uniti (Billboard Hot Adult Contemporary Singles & Tracks ) | 2         |
| Stati Uniti (Billboard Hot Adult Top 40 Singles & Tracks)        | 4         |
| Stati Uniti (Billboard Top Soundtrack Singles)                   | 1         |
| Svezia (Sverigetopplistan)                                       | 75        |
| Svizzera (Schweizer Jahreshitparade 1996)                        | 20        |

### Classifiche di fine decennio
| Classifica (1990-1999)                              | Posizione |
| --------------------------------------------------- | --------- |
| Stati Uniti (Billboard Hot 100 Singles of the '90s) | 18        |

## Crediti e personale
Registrazione
- Registrato ai Chartmaker Studios di Malibu (CA), Capitol Studios di Hollywood (CA), Rumbo Recorders di Los Angeles (CA)
- Mixato ai Record Plant di Los Angeles (CA)

Personale
- Arrangiato da - David Foster
- Arrangiatore cori - Sue Ann Carwell, Carl Carwell, David Foster
- Batteria - Simon Franglen
- Chitarra - Michael Thompson
- Cori - Alanna Capps, Sue Ann Carwell, Carl Carwell, Terry Bradford, Alex Brown, Bridgette Bryant-Fiddmont, Will Heaton, Philip Ingram, Kofi, Maxann Lewis
- Ingegnere del suono - Felipe Elgueta
- Mixato da - Humberto Gatica
- Musica di - Diane Warren
- Produttore - David Foster
- Produttore esecutivo - John Doelp, Vito Luprano
- Produttore esecutivo per Up Close & Personal (Qualcosa di personale) - Jon Avnet
- Programmazione Synclavier - Simon Franglen
- Tastiere - David Foster
- Testi di - Diane Warren

## Cronologia di rilascio
| Paese       | Data           | Formato                         |
| ----------- | -------------- | ------------------------------- |
| Australia   | 1996           | Musicassetta                    |
| Australia   | 29 aprile 1996 | CD                              |
| Europa      | 1996           | CD                              |
| Francia     | 1996           | Vinile (12")                    |
| Giamaica    | 1996           | Vinile (7")                     |
| Giappone    | 11 aprile 1996 | CD Mini                         |
| Indonesia   | 1996           | Musicassetta                    |
| Malesia     | 1996           | Musicassetta                    |
| Paesi Bassi | 1996           | Vinile (7")                     |
| Regno Unito | 20 maggio 1996 | CD Maxi                         |
| Regno Unito | 1996           | Musicassetta • Vinile (7")      |
| Singapore   | 1996           | CD                              |
| Spagna      | 1996           | CD                              |
| Stati Uniti | 1996           | CD • Musicassetta • Vinile (7") |
| Sudafrica   | 1996           | CD Maxi                         |

## Cover di altri interpreti
Nel 1997, la cantante domenicana Milly Quezada pubblicò una cover di Because You Loved Me in versione merengue con i testi adattati in spagnolo e intitolata Porque Me Amaste; il brano è stato inserito nel suo album Hasta Siempre. La canzone è stata registrata anche da Johnny Mathis e pubblicata sul suo album di cover del 1998, Because You Loved Me: The Songs of Diane Warren. Nello stesso anno il cantante britannico Michael Ball inserì la sua versione di Because You Loved Me nell'album di temi cinematografici, The Movies. Nel suo album d'esordio, Treno Blu, Annalisa Minetti inserì una cover in italiano del brano intitolata Se tu mi ami. Dal 2001 in poi tanti altri artisti interpretarono e pubblicarono diverse versioni di Becaue You Loved Me: Vivian Reed (2001), Jane McDonald (2001), Siti Nurhaliza (2005), Clay Aiken (2006), Miho Fukuhara (2007), Nina Girado (2008) e Diamond White (2012).
La canzone è stata interpretata anche nella serie televisiva statunitense Glee, nell'episodio Props, da Jenna Ushkowitz nei panni di Tina Cohen-Chang. Il tema è stato cantato anche nella serie televisiva distribuita dalla CBS, Beautiful da Bobbie Eakes nei panni di Macy Alexander nell'episodio numero 1.2765 originariamente trasmesso il 1º aprile 1998. La versione di Eakes è stata inserita nella colonna sonora Love Affair pubblicata nel 2008, che presenta diverse star degli show più visti dell'ABC Daytime.
Un'altra cover popolare di Becaue You Loved Me è stata registrata dalla cantante americana Ana Laura per il suo album d'esordio omonimo pubblicato nel 2006.